# Cokie Roberts
Mary Roberts, nascuda Mary Martha Corinne Morrison Claiborn Boggs, i més coneguda com a Cokie Roberts (Nova Orleans, 27 de desembre de 1943 – Washington DC, 17 de setembre de 2019) va ser una periodista i escriptora estatunidenca. Després de la seva mort l'ex-president Barack Obama li va retre homenatge, dient que Roberts havia estat "un model per a les dones joves en un moment durant el qual aquest ofici encara era dominat pels homes".